# منة جلال
منة جلال (7 يونيو 1982 -)، ممثلة مصرية.

## عن حياتها
هي ابنة الممثلة سعيدة جلال، درست التمثيل والإخراج في «المعهد العالي للفنون المسرحية»، بدأت التمثيل خلال الأدوار الصغيرة بمساعدة من والدتها ثم أنطلقت ببعض الأدوار المهمة.

## وصلات خارجية
- منة جلال على موقع الدهليز
- منة جلال على موقع قاعدة بيانات الأفلام العربية